# جائزة فرنسا الكبرى للدراجات النارية 1978
جائزة فرنسا الكبرى للدراجات النارية 1978 هو سباق دراجات نارية أقيم بتاريخ 7 مايو 1978. كان الجولة الرابعة من أصل 13 في سباق الجائزة الكبرى للدراجات النارية موسم 1978. فاز الأمريكي كيني روبرتس بفئة 500 سي سي بينما جاء الأمريكي بات هنن في المركز الثاني وحصل على المركز الثالث البريطاني باري شين.

## وصلات خارجية
- الموقع الرسمي